# Heinz Kitzig
Friedrich Heinz Kitzig (* 20. August 1920 in Dresden; † 7. Mai 1966 in Rostock) war ein deutscher Turmspringer. Er wurde Vizeeuropameister 1938 und mehrfacher Deutscher und DDR-Meister.

## Leben
Heinz Kitzig erlernte das Turmspringen in Dresden.
1938 belegte er als 18-jähriger bei der Schwimm-Europameisterschaft in London den zweiten Platz hinter seinem Dresdner Kollegen Erhard Weiß. 1939 gewann er bei den Studenten-Weltspielen in Wien (unter NS-Aufsicht).  1940 und 1941 wurde er Deutscher Meister, als Soldat für den Luftwaffe-Schwimmverein.
Nach 1945 schloss sich Heinz Kitzig der neu gegründeten SG Mickten in Dresden an. 1949 wurde er Ostzonenmeister und 1952 und 1953 DDR-Meister. 1951 gewann er das Turmspringen bei den Wettkämpfen während der Weltfestspiele der Jugend und Studenten in Ost-Berlin, an denen aber nur die sieben Ostblockländer teilnahmen. Dabei besiegte er den favorisierten späteren Europameister von 1954 Roman Brener aus der Sowjetunion. In der DDR wurde er seitdem etwas übertrieben als Studentenweltmeister bezeichnet.
Heint Kitzig gehörte zu den besten Turmspringern seiner Zeit. Da es zwischen 1939 und 1955 aber keine Teilnahmen von deutschen bzw. ostdeutschen Mannschaften an bedeutenden internationalen Wettbewerben gab, konnte er dieses nicht nutzen. Für die Olympischen Sommerspiele 1952 wurden ihm gute Chancen auf eine vordere Platzierung eingeräumt, aber die DDR verzichtete auf eine Teilnahme.
Heinz Kitzig war in der DDR eine anerkannte Sportlerpersönlichkeit. Bei der Einweihung der Neptun-Schwimmhalle in Rostock 1955, die als die modernste in Europa bezeichnet wurde, hielt er als verdienter Sportler eine Rede. 1956 begründete er mit Max Kienast die Wasserspringerabteilung beim SC Empor Rostock, sowie den Internationalen Springertag, der bis in die Gegenwart durchgeführt wird. Heinz Kitzig entwickelte auch Sprünge für die Wasserspringerin Ingrid Gulbin/Krämer, die 1960 die erste Doppelolympiasiegerin der DDR wurde.

## Sportliche Entwicklung

### Platzierungen
Internationale Wettkämpfe
- 1938 2. Platz Europameisterschaften
- 1938 1. Platz Länderkampf Deutschland–Frankreich[8]
- 1939 1. Platz Jugend-Weltspiele in Wien[9]
- 1951 1. Platz Internationale Wettkämpfe während der Weltfestspiele in Ost-Berlin[10]
- 1953 4. Platz Länderkampf Sowjetunion – DDR – Ungarn[11]

Nationale Wettkämpfe
- 1938 2. Platz Deutsche Meisterschaften[12]
- 1939 3. Platz Deutsche Meisterschaften
- 1940 2. Platz Deutsche Meisterschaften
- 1941 1. Platz Deutsche Meisterschaften
- 1942 1. Platz Deutsche Meisterschaften
- 1948 aufgegeben  Ostzonenmeisterschaften, nur zwei Teilnehmer
- 1949 1. Platz Ostzonenmeisterschaften[13]
- 1950 2. Platz DDR-Meisterschaften
- 1951 2. Platz DDR-Meisterschaften
- 1952 1. Platz DDR-Meisterschaften
- 1953 1. Platz DDR-Meisterschaften

### Sportvereine
- spätestens 1938–1940 Dresdner Schwimm-Verein (Dresdner SV)
- 1941–1942 Luftwaffen-Schwimmverein (Luftwaffen-SV)
- nach 1945–1950 SG Mickten
- 1951 BSG Sachsenverlag Dresden
- 1952–mindestens 1953 BSG Einheit Dresden-Süd
- spätestens ab 1956 SC Empor Rostock, als Berater (und Trainer?)

## Ehrungen
- Meister des Sports, 1955 erwähnt
- Gewinner des Wettbewerbs Wer schreibt den besten Vierzeiler? des Neuen Deutschlands mit dem Text „Vielerlei / Weiß die Partei / Daß ich's versteh / Les' ich's ND“[14]